# Березовка (река, впадает в Белое море)
Березовка — река в России, протекает по территории Куземского сельского поселения Кемского района Республики Карелии. Длина реки — 25 км, площадь водосборного бассейна — 107 км².
Река берёт начало из болота без названия на высоте выше 59,2 м над уровнем моря и далее течёт преимущественно в восточном направлении по заболоченной местности.
Река в общей сложности имеет 22 малых притока суммарной длиной 46 км.
Впадает в Куземскую губу Белого моря.
В нижнем течении Березовка пересекает автодорогу местного значения 86К-42 (««Р-21 „Кола“ — Поньгома через Кузему»), а также линию железной дороги Санкт-Петербург — Мурманск.
В устье Березовки располагается посёлок Кузема.
Код объекта в государственном водном реестре — 02020000712102000002391.